# Glenn Cunningham
Glenn Vernice Cunningham, född 4 augusti 1909 i Atlanta i Kansas, död 10 mars 1988 i Menifee i Arkansas, var en amerikansk friidrottare.
Cunningham blev olympisk silvermedaljör på 1 500 meter vid sommarspelen 1936 i Berlin.